# Керс, Кос Ерун
Кос Ерун Керс (нидерл. Koos Jeroen Kers; род. 11 октября 1986 в Амстелвене, Нидерланды) — нидерландский профессиональный шоссейный велогонщик, выступающий за континентальную команду «Baby-Dump».

## Достижения
2012
3-й Тур Фучжоу
2013
3-й Тур Фучжоу
2015
3-й Слаг ом Норг
2017
1-й Этап 1 Тур Ирана
2-й Тур Окинавы
2018
3-й Ратленд–Мелтон Классик